# Winnebago megye (Iowa)
Winnebago megye az Amerikai Egyesült Államokban, azon belül Iowa államban található. Lakosainak száma 10 679 fő (2020. április 1.). Winnebago megye Freeborn, Hancock, Faribault, Worth, Cerro Gordo és Kossuth megyékkel határos.

## Népesség
A megye népessége az elmúlt években az alábbi módon változott:
| Lakosok száma | 10 831 | 10 729 | 10 629 | 10 554 | 10 609 | 10 679 |
|               | 2010   | 2011   | 2012   | 2013   | 2015   | 2020   |